# 투르크멘 소비에트 사회주의 공화국의 국장

투르크멘 소비에트 사회주의 공화국의 국장

투르크멘 소비에트 사회주의 공화국의 국장은 1937년 3월 2일에 제정되어 1992년까지 사용되었다.
국장 가운데에는 떠오르는 금색 태양의 햇살 바탕에 노란색 낫과 망치가 그려져 있다. 태양 위에는 빨간색 별이 그려져 있으며, 태양 아래에는 유정탑과 송유관이 그려져 있다.
국장 아래쪽에는 투르크멘인의 전통적인 카펫 장식과 포도가 그려져 있으며, 국장 양쪽에는 밀 이삭과 목화가 장식되어 있다.
국장 양쪽에 있는 빨간색 리본이 목화와 밀 이삭을 묶고 있으며, 빨간색 리본에는 소련의 나라 표어인 "만국의 노동자여, 단결하라!"라는 문구가 쓰여져 있는데, 왼쪽에는 투르크멘어("Әxли юртлариң пролетарлары, бирлешиң!", "Ähli ýurtlaryň proletarlary, birleşiň!")로, 오른쪽에는 러시아어("Пролетарии всех стран, соединяйтесь!")로 쓰여져 있다.

투르크멘 소비에트 사회주의 공화국의 국장 (1924년-1937년)

## 같이 보기
- 소련의 국장
- 투르크메니스탄의 국장